# Polittico di Santa Maria delle Grazie
Il Polittico di Santa Maria delle Grazie è un dipinto tempera e olio su tavola (413x291 cm) di Vincenzo Foppa, databile al 1500-1510 circa e conservato nella Pinacoteca di Brera a Milano.

## Storia
L'opera proviene dalla chiesa francescana di Santa Maria delle Grazie a Bergamo, dove venne commissionata da Martino Grassi il quale fece dono alla chiesa di 500 ducati per la sua realizzazione. Il polittico era tradizionalmente datato agli anni 1470-1480, ma alcuni documenti, hanno dimostrato come la donazione dei 500 ducati necessari alla realizzazione dell'ancóna avvenne nel 1500, spostando quindi la realizzazione ai primi anni del XVI secolo. Verso il 1520 l'opera venne descritta come sull'altare maggiore della chiesa da Marcantonio Michiel, che la indica come: “de man de maestro Vincenzo Bressano Vecchio”.
Dopo le soppressioni napoleoniche il polittico venne smembrato, ma i pannelli confluirono fortunatamente tutti a Brera, nel corso di un intero secolo, dal 1811, passando per il 1901, fino al 1912. La cornice originale si è conservata solo in alcune parti, come negli scomparti laterali del registro superiore, mentre il resto è successivo al 1896.

## Descrizione e stile

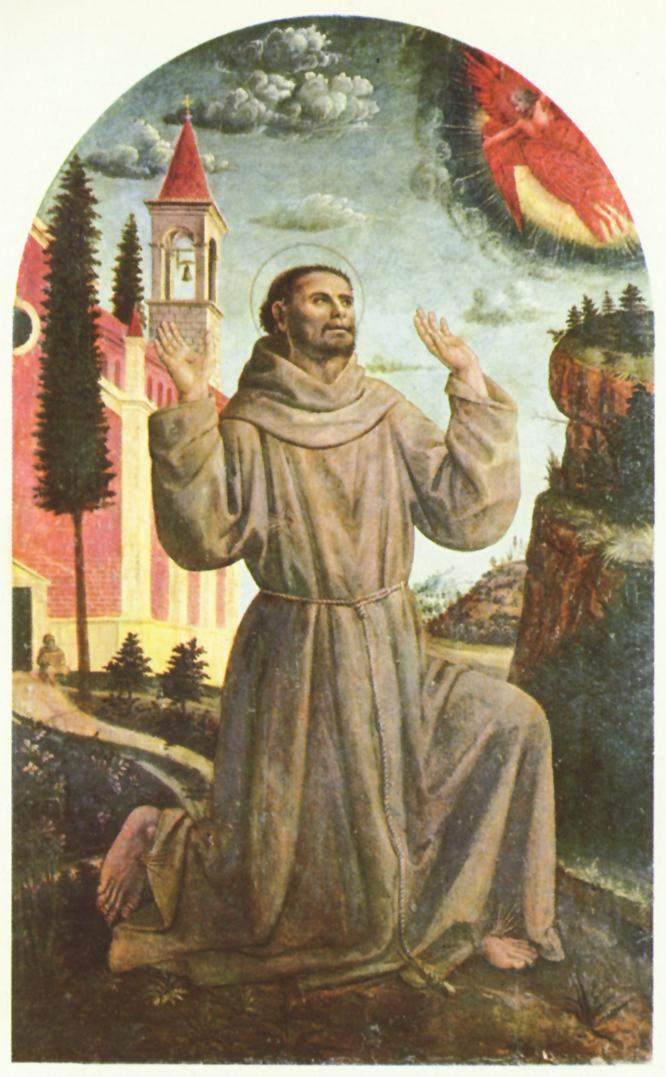
San Francesco riceve le stimmate

La pala, realizzata secondo un gusto volutamente arcaizzante, che guardava alla tradizione lombarda prima dell'arrivo di Leonardo da Vinci, venne realizzata alla fine della carriera del maestro, probabilmente su precise indicazioni della committenza. Si tratta di uno dei capolavori dell'artista, dove la complessa macchina da altare abbaglia nella profusione di ori, vesti e decorazioni preziose, colori sgargianti.
Il polittico è organizzato su due registri principali più predella. Lo scomparto centrale mostra una Madonna in trono col Bambino tra angeli musicanti (185,5x98,5 cm), sormontata da un San Francesco che riceve le stimmate (144x96,50) e un Salvatore benedicente nella cimasa (42x41 cm). Gli scomparti laterali mostrano otto santi, organizzati a gruppi di due su due registri, all'interno di spazi quali una stanza dalle pareti decorate (registro superiore) e un loggiato aperto sul paesaggio (registro inferiore). Da sinistra a destra, dall'alto in basso si incontrano i santi Chiara e Bonaventura (140x98,2 cm), Ludovico da Tolosa e Bernardino da Siena (139x98 cm), Girolamo e Alessandro (150,5x96 cm) e Vincenzo e Antonio (151x96 cm).
La predella è composta da tre riquadri con doppie e triple scene, di 42x97 cm ciascuno: Annunciazione, Visitazione, Due angeli, Natività e Fuga in Egitto. Soprattutto nella predella si esprime tutta la grazia e l'attenzione al dato umano tipica dell'artista. Nella Fuga in Egitto ad esempio i gesti e gli sguardi pacati di Giuseppe, Maria e dell'angelo sembrano tutti rivolti al neonato affinché non soffra le fatiche del viaggio.
Le indicazioni prospettiche sono del tutto generiche e poco interessate a una osservanza geometrica, tanto che non vi è differenza tra gli scorci negli sfondi nel registro superiore e inferiore. Uno studio dei lavori di Vincenzo Foppa farebbero ritenere che la ricostruzione dell'ancora sia errata in quanto l'immagine di san Francesco, patrono della chiesa, sarebbe originariamente posta sul livello superiore.